# Wat Chaloem Phra Kiat Worawihan

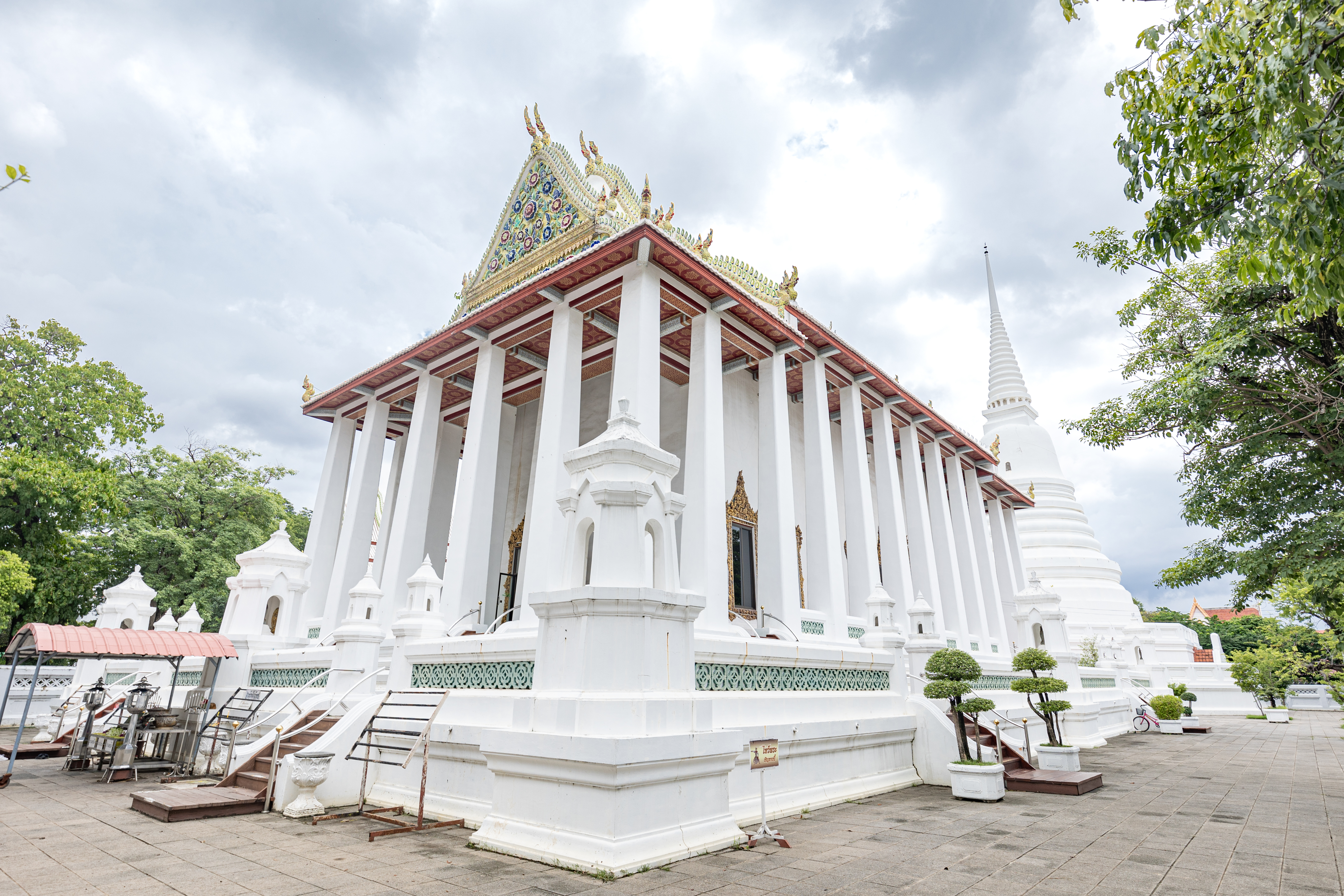
Salón de ordenación

Wat Chaloem Phra Kiat Worawihan (en tailandés: วัดเฉลิมพระเกียรติวรวิหาร ; literalmente: "Gran Templo Glorificado"), o simplemente conocido como Wat Chaloem Phra Kiat es un templo budista en Nonthaburi (provincia de Nonthaburi, Tailandia).
Fue construido en 1849 por el rey Nangklao (Rama III) en dedicación a su madre (la reina consorte Sri Sulalai) y a sus abuelos que residían en esta zona. Le dio el nombre de "Wat Chaloem Phra Kiat" ya que no se completó. La construcción no se completó durante el reinado del rey Nangklao debido a su muerte. La construcción fue completada en 1858, durante el reinado del rey Mongkut (Rama IV).
A diferencia de otros templos en Tailandia, sus muros exteriores están fortificados como el muro del Gran Palacio de Bangkok. Esta zona fue una vez el sitio de un antiguo fuerte llamado "Pom Thapthim".